# Lee Johnson (cestista 1957)
Lee Willie Johnson (Plumerville, 16 giugno 1957) è un ex cestista statunitense, professionista nella NBA, in Italia, Israele e Francia.

## Carriera
Venne selezionato dagli Houston Rockets al primo giro del Draft NBA 1979 (17ª scelta assoluta).

## Palmarès

### Squadra
- Campione CBA (1981)
- Campionato israeliano: 3

Maccabi Tel Aviv: 1984-85, 1985-86, 1986-87
- Campionato francese: 1

Olympique d'Antibes: 1990-91
- Coppa di Israele: 3

Maccabi Tel Aviv: 1984-85, 1985-86, 1986-87
- Coppa Korać: 1

Sebastiani Rieti: 1979-80

### Individuale
- CBA Rookie of the Year (1981)
- CBA Playoff MVP (1981)
- All-CBA First Team (1981)
- Miglior stoppatore CBA (1981)